# Пітікаси
Пітіка́си (рос. Питикасы, чув. Питтикасси) — присілок у складі Чебоксарського району Чувашії, Росія. Входить до складу Вурман-Сюктерського сільського поселення.
Населення — 157 осіб (2010; 141 у 2002).
Національний склад:
- чуваші — 99 %